# Eubasilissa alaknanda
Eubasilissa alaknanda är en nattsländeart som beskrevs av Schmid 1962. Eubasilissa alaknanda ingår i släktet Eubasilissa och familjen broknattsländor. Inga underarter finns listade i Catalogue of Life.